# 阿英的成長日記
《阿英的成長日記》，是一部改編自慈濟志工張阿英與林宜龍真實故事的電視劇，由陳怡嘉 、韓宜邦 、檢場、林乃華等演員主演，並於2018年6月18日起於大愛電視20:00正式首播。

## 播出時間
以下時間以當地時間（台灣時間）為準

### 電視首播
| 頻道                            | 所在地 | 播映日期                    | 播映時間 |
| 大愛電視台 （數位頻道同步播出） | 台灣   | 2018年6月18日－2018年8月1日 | 20:00    |

### 網路首播
| 頻道                 | 備註                 | 播映日期                    | 播映時間 |
| Yahoo! TV            | 與大愛電視台同步播出 | 2018年6月18日－2018年8月1日 | 20:00    |
| YouTube 大愛網路劇場 | 與大愛電視台同步播出 | 2018年6月18日－2018年8月1日 | 20:00    |

## 演員角色列表

### 主要角色
| 演員   | 角色   | 介紹 | 登場集數      |
| 陳怡嘉 | 張阿英 | 林宜龍的妻子，林珮雯、林宗翰的母親 外型亮麗，年輕時懷抱著歌星夢，家鄉在澎湖，因為家裡經濟窘困，於是，阿英放棄升學的機會，因為感性的個性，所以常常出現「阿英的異想世界」呈現出阿英敏感又多慮的心境。 | 第1集－第33集 |
| 韓宜邦 | 林宜龍 | 張阿英的丈夫，林珮雯、林宗翰的父親 門牙兩齒有輕微的暴牙，個性乾脆實在且大方，談吐幽默風趣，有極佳的好人緣。                                                                                         | 第1集－第33集 |
| 檢場   | 張志松 | 張阿英的父親，林宜龍的岳父。 | 第1集－       |
| 林乃華 | 吳蘭   | 張阿英的母親，林宜龍的岳母。 | 第1集－       |
| 龍天翔 | 林旭昆 | 林宜龍的父親，張阿英的公公。 | 第1集－       |

### 次要角色
| 演員   | 角色         | 介紹                                   | 登場集數    |
| 王滿嬌 | 林陳花       | 宜龍的祖母，張阿英的祖姑               | 第2集－第集 |
| 張琴   | 梁肅珠       |                                        | 第2集－第集 |
| 劉香君 | 大嫂         |                                        | 第集－第集  |
| 蔡宜君 | 張阿英大姊   |                                        | 第集－第集  |
| 黃書維 | 阿燦         |                                        | 第集－第集  |
| 黃浩詠 | 眼鏡         | 皮鞋店店員，傻愣讓阿英誤會對她有意圖。 | 第集－第集  |
| 蔡麗玲 | 皮鞋店老闆娘 |                                        | 第集－第集  |
| 韋以丞 | 清哥         |                                        | 第集－第集  |
| 黃瑄   | 欣欣         |                                        | 第集－第集  |
| 謝俊慧 | 邱老師       |                                        | 第集－第集  |
| 林景立 | 張越舜       |                                        | 第集－第集  |
| 林筳諭 | 林珮雯       | 張阿英與林宜龍的女兒                   | 第集－第集  |
| 劉奕生 | 林宗翰       | 張阿英與林宜龍的兒子                   | 第集－第集  |

### 客串角色
| 演員   | 角色     | 介紹 | 登場集數 |
| 林沂樂 | 鋼琴老師 | 張阿英參加歌唱比賽時伴奏歌曲鋼琴師                                                                                                 | 第1集－  |
| 李碧秀 | 李碧秀   | 大愛會客室主持人 | 第1集－  |
| 陳清標 | 陳清標   | 大愛會客室來賓 | 第1集－  |
| 龐宜安 | 龐宜安   | 對張阿英和林宜龍的真實人生故事很有興趣並且特地去拜訪，計畫把兩人故事翻拍成大愛劇場《阿英的成長日記》電視劇，並擔任該劇的監製人員。 | 第1集－  |
| 子育   | 陳慧玲   | 對張阿英和林宜龍的真實人生故事很有興趣並且特地去拜訪，計畫把兩人故事翻拍成大愛劇場《阿英的成長日記》電視劇，並擔任該劇的製作人。   | 第1集－  |
| 范時軒 | 李依潔   | 對張阿英和林宜龍的真實人生故事很有興趣並且特地去拜訪，計畫把兩人故事翻拍成大愛劇場《阿英的成長日記》電視劇，並擔任該劇的編劇人。   | 第1集－  |
| 謝毅宏 | 阿賓     | 阿英的鄰居，對阿英有好感，因自己考上台北的大學，他希望阿英到了台北，一定得讓他找得到，他想要就近照顧阿英。                         | 第1集－  |

## 電視劇歌曲
| 曲別   | 歌名         | 演唱者      | 作詞   | 作曲   | 編曲   |
| 片頭曲 | 因為愛你     | 許富凱 子育 | 吳嘉祥 | 吳嘉祥 | 吳嘉祥 |
| 片尾曲 | 若不是因為你 | 黃鳳儀      | 荒山亮 | 荒山亮 | 劉浩旭 |

## 大愛會客室名單
| 集數  | 日期          | 來賓                   |
| 第1集 | 2018年6月18日 | 陳怡嘉、韓宜邦         |
| 第2集 | 2018年6月19日 | 張阿英、陳怡嘉、謝毅宏 |

## 工作人員列表

### 製作團隊
- 監　製：王端正、葉樹姍、龐宜安、顧文珊
- 總策劃：賈玉華
- 製作人：陳慧玲、林玉清
- 執行製作人：黃司汶
- 編　審：陳慧慈
- 策　劃：劉巧雯
- 導　演：明金成
- 編　劇：李依潔
- 宣傳統籌：董碧玲
- 企  宣：黃玟瑜、黃昭傑、翁詩閔
- 顧　問：張阿英、林宜龍

## 外部連結
- 阿英的成長日記 官方網站 （页面存档备份，存于）－大愛劇場
- 大愛劇場的Facebook專頁
- 《阿英的成長日記 （页面存档备份，存于）》-YAHOO! TV （页面存档备份，存于） 線上看

| 臺灣 大愛電視 每週一至週五 20:00 - 20:50  | 臺灣 大愛電視 每週一至週五 20:00 - 20:50       | 臺灣 大愛電視 每週一至週五 20:00 - 20:50 |
| ----------------------------------------- | ---------------------------------------------- | ---------------------------------------- |
|                                           | 阿英的成長日記 （2018年6月18日－2018年8月1日） |                                          |
| 有你陪伴 （2018年5月14日－2018年6月15日） | 真愛源起 （2018年8月2日－2018年9月12日）       |                                          |